# Grenoble
Grenoble [gʁəˈnɔbl] es una ciudad del sureste de Francia, en la región Auvernia-Ródano-Alpes, capital del departamento de Isère y conocida como la capital de los Alpes franceses. Con 159 855 habitantes es el centro de una aglomeración urbana de 664 832 habitantes, la segunda de la región Auvernia-Ródano-Alpes después de Lyon.
La historia de la ciudad abarca un periodo de más de 2000 años. Grenoble fue desde el siglo XI capital del Delfinado. Durante los siglos XIX y XX experimentó un periodo de gran expansión económica, representado en la celebración de los 10° Juegos Olímpicos de Invierno en 1968. Actualmente es un importante centro científico y tecnológico en Europa. También alberga instituciones de reconocimiento nacional, como el Museo de Grenoble.

## Geografía

### Localización
Grenoble está situado aproximadamente en el centro de los Alpes franceses, entre el macizo de Vercors (al suroeste), de Belledonne (al este) y de la Chartreuse (al norte).
Construida en la confluencia de los ríos Isère y Drac, en una gran planicie a una altura media de 214 metros. La ciudad está dominada por la Bastilla, una antigua fortaleza defensiva situada a 476 metros, accesible mediante el Teleférico de Grenoble Bastille desde el centro urbano.

### Climatología
El clima de Grenoble y su aglomeración es un poco atípico, con una variación térmica de las más elevadas de Francia. En invierno la temperatura puede ser bastante baja (-5.º de mínima habitualmente) y en verano la ciudad sufre unas de las temperaturas más altas del país (de hasta más de 32°). Las montañas circundantes forman una gran depresión en la que en verano es habitual el efecto Foehn.
| Parámetros climáticos promedio de Aeropuerto de Grenoble-Isère (normales 1991–2020, extremos 1941–presente) | Parámetros climáticos promedio de Aeropuerto de Grenoble-Isère (normales 1991–2020, extremos 1941–presente) | Parámetros climáticos promedio de Aeropuerto de Grenoble-Isère (normales 1991–2020, extremos 1941–presente) | Parámetros climáticos promedio de Aeropuerto de Grenoble-Isère (normales 1991–2020, extremos 1941–presente) | Parámetros climáticos promedio de Aeropuerto de Grenoble-Isère (normales 1991–2020, extremos 1941–presente) | Parámetros climáticos promedio de Aeropuerto de Grenoble-Isère (normales 1991–2020, extremos 1941–presente) | Parámetros climáticos promedio de Aeropuerto de Grenoble-Isère (normales 1991–2020, extremos 1941–presente) | Parámetros climáticos promedio de Aeropuerto de Grenoble-Isère (normales 1991–2020, extremos 1941–presente) | Parámetros climáticos promedio de Aeropuerto de Grenoble-Isère (normales 1991–2020, extremos 1941–presente) | Parámetros climáticos promedio de Aeropuerto de Grenoble-Isère (normales 1991–2020, extremos 1941–presente) | Parámetros climáticos promedio de Aeropuerto de Grenoble-Isère (normales 1991–2020, extremos 1941–presente) | Parámetros climáticos promedio de Aeropuerto de Grenoble-Isère (normales 1991–2020, extremos 1941–presente) | Parámetros climáticos promedio de Aeropuerto de Grenoble-Isère (normales 1991–2020, extremos 1941–presente) | Parámetros climáticos promedio de Aeropuerto de Grenoble-Isère (normales 1991–2020, extremos 1941–presente) |
| Mes | Ene. | Feb. | Mar. | Abr. | May. | Jun. | Jul. | Ago. | Sep. | Oct. | Nov. | Dic. | Anual |
| --- | --- | --- | --- | --- | --- | --- | --- | --- | --- | --- | --- | --- | --- |
| Temp. máx. abs. (°C)                                                                                        | 17.3 | 20.7 | 25.3 | 28.0 | 31.4 | 37.0 | 38.3 | 39.5 | 33.6 | 28.1 | 24.8 | 19.5 | 39.5 |
| Temp. máx. media (°C)                                                                                       | 6.3 | 8.0 | 12.6 | 16.2 | 20.2 | 24.4 | 27.1 | 26.9 | 22.0 | 17.0 | 10.7 | 6.9 | 16.5 |
| Temp. media (°C)                                                                                            | 2.8 | 3.8 | 7.4 | 10.4 | 14.5 | 18.4 | 20.6 | 20.5 | 16.4 | 12.3 | 6.9 | 3.5 | 11.5 |
| Temp. mín. media (°C)                                                                                       | -0.7 | -0.5 | 2.1 | 4.7 | 8.9 | 12.4 | 14.1 | 14.2 | 10.8 | 7.7 | 3.2 | 0.1 | 6.4 |
| Temp. mín. abs. (°C)                                                                                        | -27.1 | -19.4 | -18.2 | -7.9 | -2.8 | 2.1 | 4.8 | 3.8 | -1.2 | -5.3 | -10.9 | -20.2 | -27.1 |
| Precipitación total (mm)                                                                                    | 63.3 | 48.7 | 63.0 | 75.5 | 90.7 | 73.3 | 66.5 | 66.3 | 98.9 | 106.7 | 98.6 | 63.6 | 915.1 |
| Días de precipitaciones (≥ 1.0 mm)                                                                          | 8.9 | 7.6 | 9.0 | 9.1 | 10.1 | 8.5 | 7.1 | 7.2 | 7.5 | 9.8 | 10.0 | 9.8 | 104.4 |
| Días de nevadas (≥ 1 mm)                                                                                    | 7.7 | 6.0 | 4.5 | 2.1 | 0.1 | 0.0 | 0.0 | 0.0 | 0.0 | 0.1 | 2.6 | 4.9 | 28.0 |
| Horas de sol                                                                                                | 90.8 | 111.6 | 172.9 | 189.8 | 220.8 | 258.4 | 292.4 | 263.4 | 199.2 | 140.4 | 91.1 | 78.0 | 2108.4 |
| Humedad relativa (%)                                                                                        | 83 | 80 | 76 | 73 | 75 | 74 | 70 | 72 | 79 | 83 | 84 | 84 | 77.8 |
| Fuente n.º 1: Meteo France                                                                                  | | | | | | | | | | | | | |
| Fuente n.º 2: Infoclimat (humedad y días con nieve 1961–1990)                                               | | | | | | | | | | | | | |

## Historia
La ciudad de Grenoble ha sido conocida con otros nombres a lo largo del tiempo, como Cularo, nombre recogido en un escrito del el año 43 a. C, y Gratianopolis, después de 381 d. C., cuando el emperador Graciano dotó la ciudad de un obispado. Después de la caída del Imperio romano, la ciudad formó parte del primer reino de Borgoña, hasta que fue conquistada por Clotario. Más tarde llegó a ser posesión de los condes de Vienne, en la región del Dauphiné (Delfinado). Grenoble fue capital de ésta, que pasó a ser provincia de Francia desde 1349, cuando el último conde del Delfinado vendió el condado a Francia. 

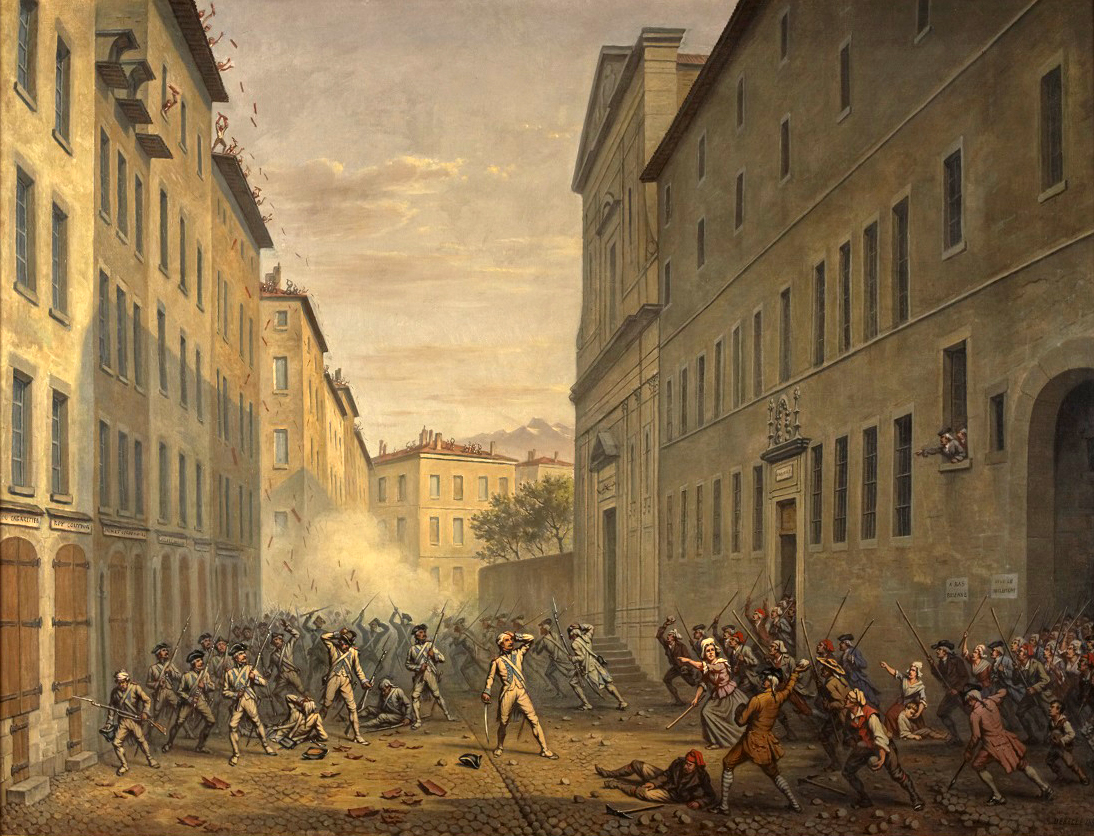
Jornada de las Tejas (Museo de la Revolución francesa)

El 7 de junio de 1788 fue un día de manifestaciones y disturbios. Se conoce como la Jornada de las Tejas (Journée des tuiles), porque la gente lanzó tejas contra los soldados al conocerse la noticia de la disolución del Parlamento de la provincia del Delfinado por el rey Luis XVI. El Día de las tejas fue seguido por la reunión del 21 de julio de Vizille, cerca de Grenoble. Esta reunión se considera como un preludio de la Revolución Francesa.
En 1925, Grenoble organizó una exposición internacional de la energía hidroeléctrica y el turismo, que atrajo a un millón de personas durante seis meses. Durante la Segunda Guerra Mundial, la ciudad fue ocupada por el ejército italiano en 1942, y luego por el ejército alemán en septiembre de 1943. Fue liberada el 22 de agosto de 1944 por el ejército de los Estados Unidos. En 1956, el Comisariado para la Energía Atómica se establece en el antiguo polígono de artillería de Grenoble. Fue sede de los Juegos Olímpicos de invierno de 1968. El 1 de noviembre de 1970 en una sala de fiestas un incendio provocó la muerte de 144 jóvenes en lo que fue uno de los accidentes más graves en la historia contemporánea francesa.

## Administración
Grenoble es el bureau centralisateur de cuatro cantones. Forma parte de la metrópoli Grenoble-Alpes Métropole que reagrupa 49 comunas, con 443 000 habitantes.

### Ayuntamiento
El consejo municipal está formado por 59 concejales, elegidos por sufragio universal cada seis años. Desde 2014, el alcalde es Éric Piolle (EELV).

## Educación superior
La aglomeración de Grenoble es uno de los grandes centros de enseñanza superior en Francia, acogiendo más de 54 000 estudiantes, repartidos en tres universidades y numerosas escuelas de ingenieros y grandes écoles.

### Universidades

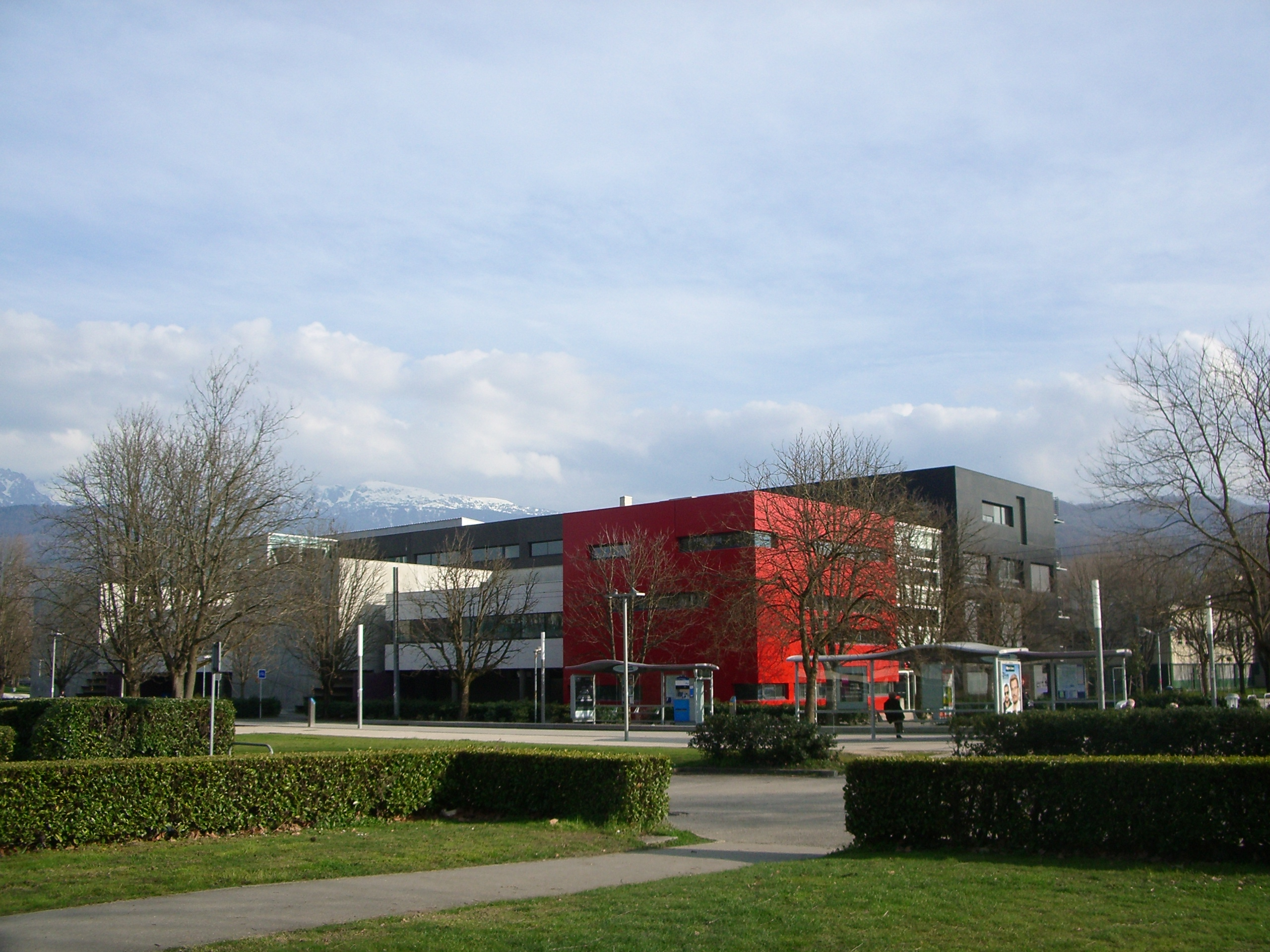
Edificio del campus

- Universidad Grenoble Alpes (UGA)

### Establecimientos de enseñanza superior
- Institut polytechnique de Grenoble (INPG)
- Institut d'études politiques de Grenoble
- École nationale supérieure d'architecture de Grenoble
- École supérieure d'informatique (Supinfo)
- École supérieure d'art de Grenoble
- Grenoble École de Management (GEM)
- Observatorio de Ciencias del Universo de Grenoble

## Demografía
| 20 019 | 20 654 | 22 129 | 23 602 | 24 888 | 28 969 | 30 824 | 27 963 | 31 340 | 32 799 | 34 726 | 40 489 | 42 660 | 45 426 | 51 371 | 52 484 | 60 439 | 64 002 | 68 615 |
| Para los censos de 1962 a 1999 la población legal corresponde a la población sin duplicidades (Fuente: INSEE [Consultar]) |        |        |        |        |        |        |        |        |        |        |        |        |        |        |        |        |        |        |

| 73 022 | 77 438 | 77 409 | 85 621 | 90 748 | 95 806 | 102 161 | 116 440 | 156 707 | 161 616 | 166 037 | 156 637 | 150 758 | 153 317 | 156 793 | 158 346 | 158 454 | 156 389 |
| Para los censos de 1962 a 1999 la población legal corresponde a la población sin duplicidades (Fuente: INSEE [Consultar]) |        |        |        |        |        |         |         |         |         |         |         |         |         |         |         |         |         |

## Economía
Originalmente su economía se basaba en la fabricación de guantes. En el siglo XIX su economía se diversificó, incluyendo minería, cemento, industria papelera, energía hidroeléctrica y metalurgia. Su perfil internacional creció cuando fue escogida como sede de los Juegos Olímpicos de Invierno en 1968.

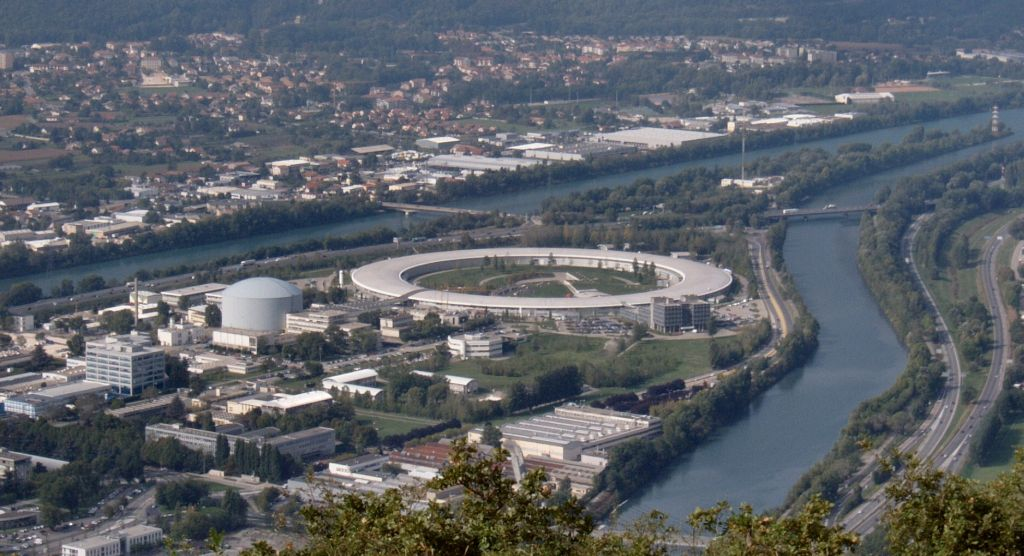
Sincrotrón ESRF

Hoy Grenoble es una de las principales ciudades europeas en términos de alta tecnología, especialmente bio y nanotecnologías; es un centro de industrias químicas y electrónicas, investigación nuclear con nuevos laboratorios de la Comisión de Energía Atómica (CEA). También es el segundo centro de investigación científica francés después de París, con 21 000 investigadores.
Glénat Editions SA tiene su sede en Grenoble.

### Investigación y alta tecnología
La investigación científica tiene una importancia destacada para Grenoble. En la ciudad están establecidos ocho organismos de investigación nacionales (CEA, CNRS, CEMAGREF, CEN, INRA, INRIA, INSERM), cuatro centros de investigación internacionales (Laboratorio Europeo de Biología Molecular, European Synchrotron Radiation Facility, ILL, IRAM) y tres centros técnicos industriales (CETIM, CSTB, CTP). La investigación nanotecnológica tiene una escala europea a través del centro Minatec. Además las universidades y el INP Grenoble poseen numerosos laboratorios de investigación.

## Transporte y comunicaciones

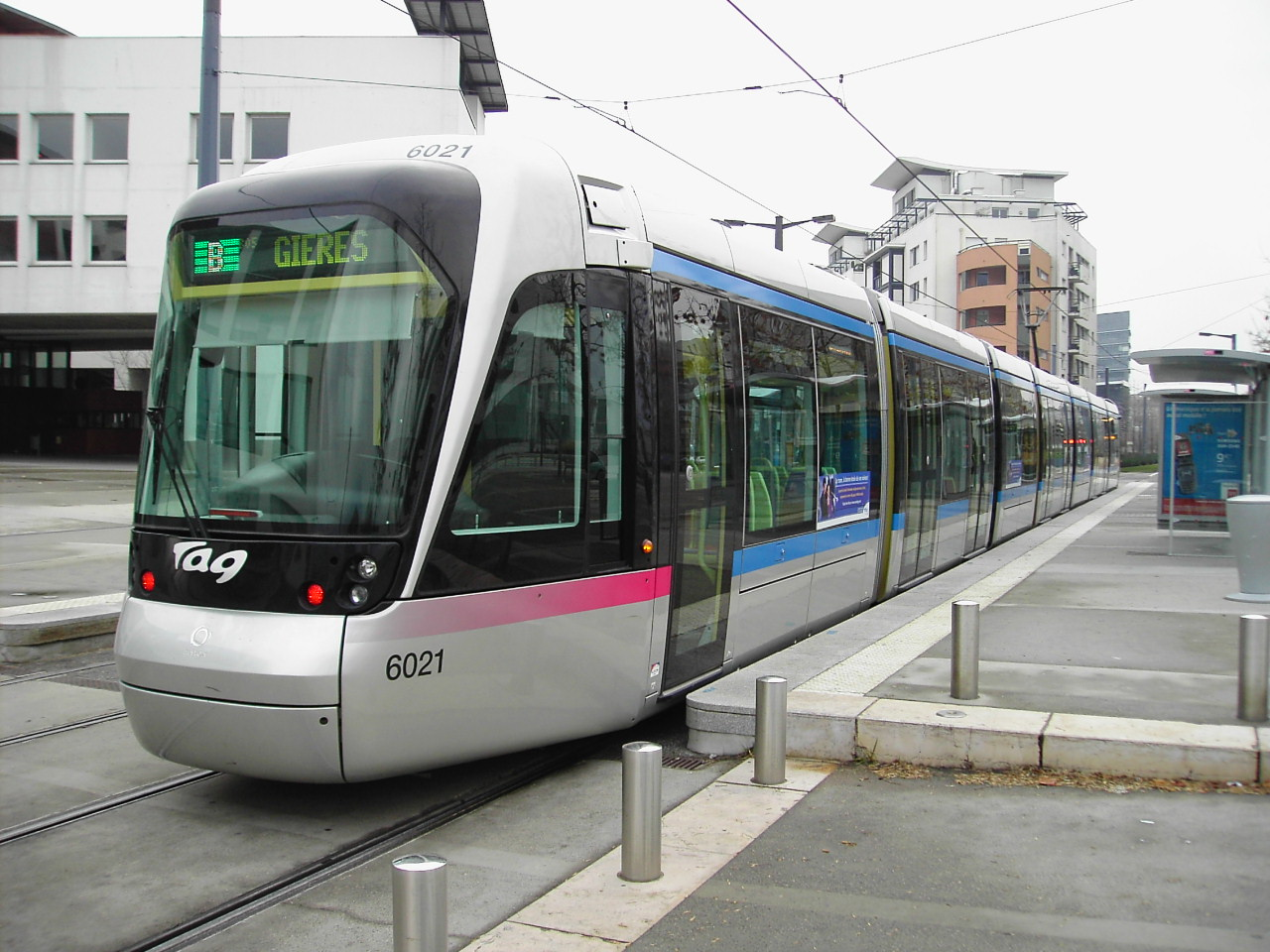
Tranvía de Grenoble

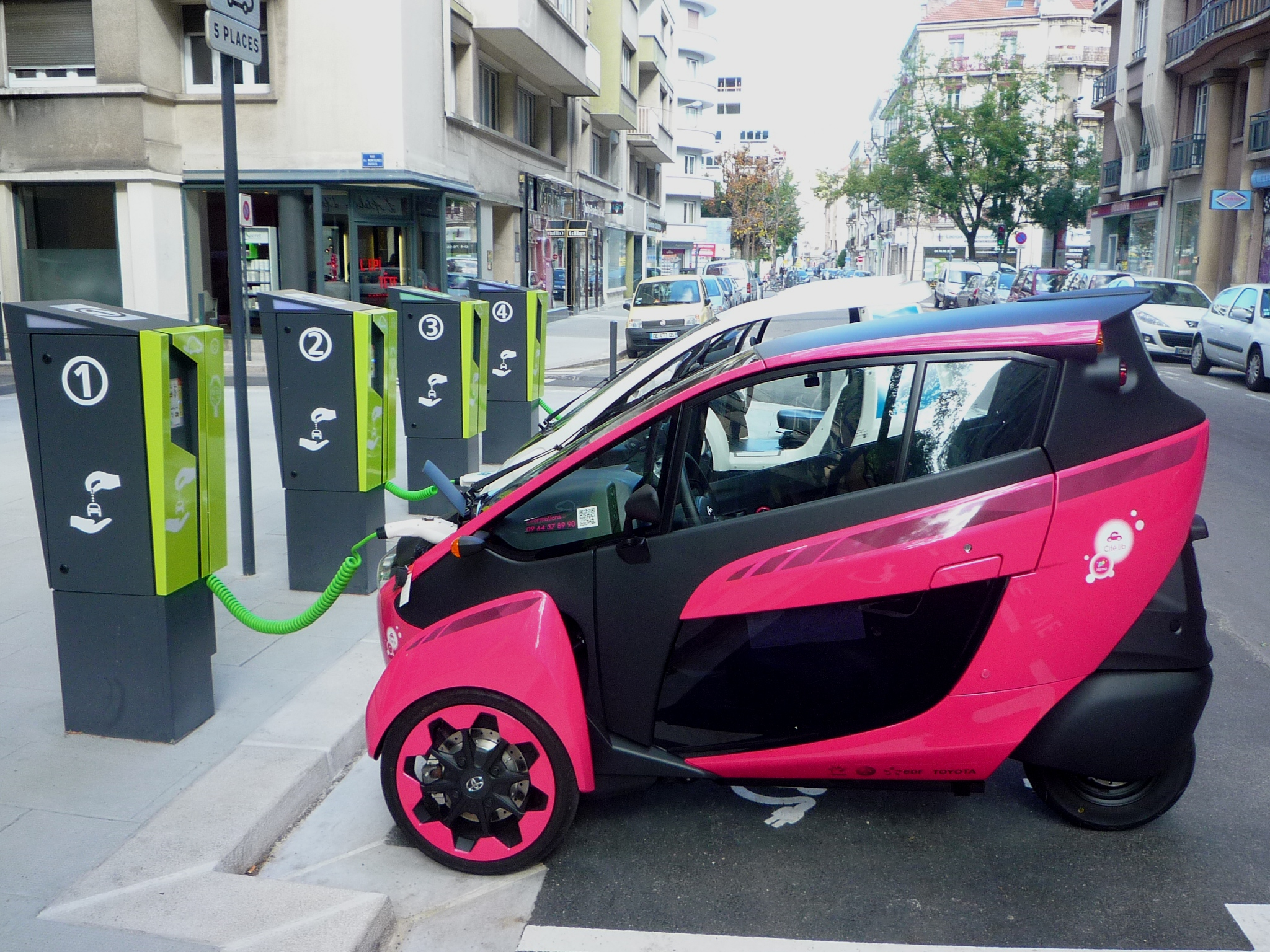
Toyota i-Road en una calle

Grenoble es accesible por avión desde el Aeropuerto de Grenoble-Isère y también desde los cercanos aeropuertos de Lyon Saint-Exupéry y del Aeropuerto Internacional de Ginebra.
Por ferrocarril la ciudad está comunicada frecuentemente mediante TGV con París, en ocasiones con parada en la estación TGV del aeropuerto Lyon Saint-Exupéry y menos frecuentemente con otros destinos de Francia como Lille y Nantes. Además los servicios TER conectan de forma continua Grenoble con otras ciudades de la región como Chambéry, Annecy, Valence, Lyon y Ginebra.
Las conexiones por carretera hacia el norte, el oeste y el sur son buenas, mediante autopistas. Hacia el este una autopista comunica con los valles alpinos e Italia.
La red de transporte urbano TAG está formada por cinco líneas de tranvía y cuarenta y seis líneas de autobús. Además gracias a que la ciudad es esencialmente plana es muy común el uso de la bicicleta tanto personales como de alquiler. En 2014, la ciudad y la marca de coches Toyota, ofrecen para alquilar setenta vehículos eléctricos (Toyota i-Road). Treinta estaciones de carga eléctrica se instalan en la ciudad.

## Deportes
El Grenoble Foot 38 es el club de fútbol de la ciudad. Se desempeña en la segunda categoría del fútbol nacional, la Ligue 2. Su estadio es el Stade des Alpes con un aforo mayor a 20.000 espectadores.
El Football Club de Grenoble Rugby es el club de rugby en la liga Pro D2. El Grenoble métropole hockey 38 es el club de hockey sobre hielo en la ligua Magnus.

## Ciudades hermanadas
- Belén (Palestina)
- Bucaramanga (Colombia)
- Catania (Italia)
- Chisináu (Moldavia)
- Constantina (Argelia)
- Corato (Italia)
- Essen (Alemania)
- Halle (Alemania)
- Innsbruck (Austria)
- Kaunas (Lituania)
- Uagadugú (Burkina Faso)
- Oxford (Reino Unido)
- Pécs (Hungría)
- Phoenix (Estados Unidos)
- Rejovot (Israel)
- Sfax (Túnez)
- Suzhou (China)